# Camila Pedrosa
Camila Hermeto Pedrosa Freire (São Paulo, 12 de março de 1975) é uma jogadora de polo aquático brasileira.

## Carreira
Camila integrou a equipe do Brasil que finalizou em oitavo lugar nos Jogos Olímpicos de 2016, no Rio de Janeiro.